# Спилве (аэропорт)
Спи́лве (латыш. Spilves lidosta) — не сертифицированная посадочная площадка в Риге, столице Латвии. Бывший военный и гражданский аэродром, до 1975 года являлся основным аэропортом Риги. Расположен в черте города, в 7 км от центра, по адресу: улица Даугавгривас, 140.
По состоянию на 2021 год используется как посадочная площадка для вертолётов и самолётов лёгкой авиации (массой до 5,7 т). На территории располагается несколько частных лётных школ и организаций по техническому обслуживанию и заправке летательных аппаратов.
Также использовался как автодром.
До 1985 года аэродром «Спилве» имел 3 класс, принимал самолёты Як-40, Ан-26, Ан-24 и все более лёгкие.
Ныне нуждается в реконструкции, не имеет сертификата эксплуатанта и используется для полётов самолётов и вертолётов авиации общего назначения. Полный размер взлётно-посадочной полосы 1600 м × 50 м, размер используемой части (пригодной для полётов) — 1000 м × 23 м, максимальная взлётная масса 5,7 тонн.

## История
Аэродром вблизи Спилве существовал ещё в годы Первой мировой войны. Например, 15 июня 1916 года лётчики русской 12-й армии во главе с поручиком по фамилии Лерхе совершили полёт с территории Спилвских лугов, как эта местность традиционно именовалась ещё со времён Шведской Ливонии (один из эпизодов битвы при Двине 1700 года проходил на Спилвских лугах).
Первый аэропорт был построен в Спилве в 1920-е годы. Тогда же на территории лётного поля было сооружено несколько ангаров. Некоторые улицы, расположенные на территории соседнего рижского микрорайона Ильгюциемс, носят характерные названия: улица Лидоню (Лётчиков), Мотору (Моторная).
В 1938 году по проекту латвийского архитектора Давида Зариньша началось строительство здания аэровокзала. В конце 1930-х годов аэропорт получил официальный статус и получил название «Спилвский воздушный порт». Аэропорт обслуживал несколько важных авиалиний международного значения: Рига — Вильнюс — Варшава; Рига — Таллин — Хельсинки; Рига — Каунас — Берлин.
Аэропорт был разрушен авиацией люфтваффе в самом начале военных действий Великой Отечественной войны, в конце июня 1941 года, во время стратегических бомбардировок города с целью облегчения его взятия. В ходе войны многие лётчики управления Гражданского Воздушного флота активно участвовали в сражениях в воздухе в составе Первого латышского бомбардировочного полка. В 1944 году был создан Латвийский авиаотряд, в парке самолётов появились самолёты Ли-2.
После 1945 года рижский аэропорт стал обслуживать регулярные рейсы в Москву, Ленинград, Великие Луки и Таллин, интенсивно выполнялись рейсы внутри Латвии. Тогда в эксплуатации аэропорта находились самолёты советского производства, такие как П-5 и По-2, а также немецкий Junkers Ju 52.

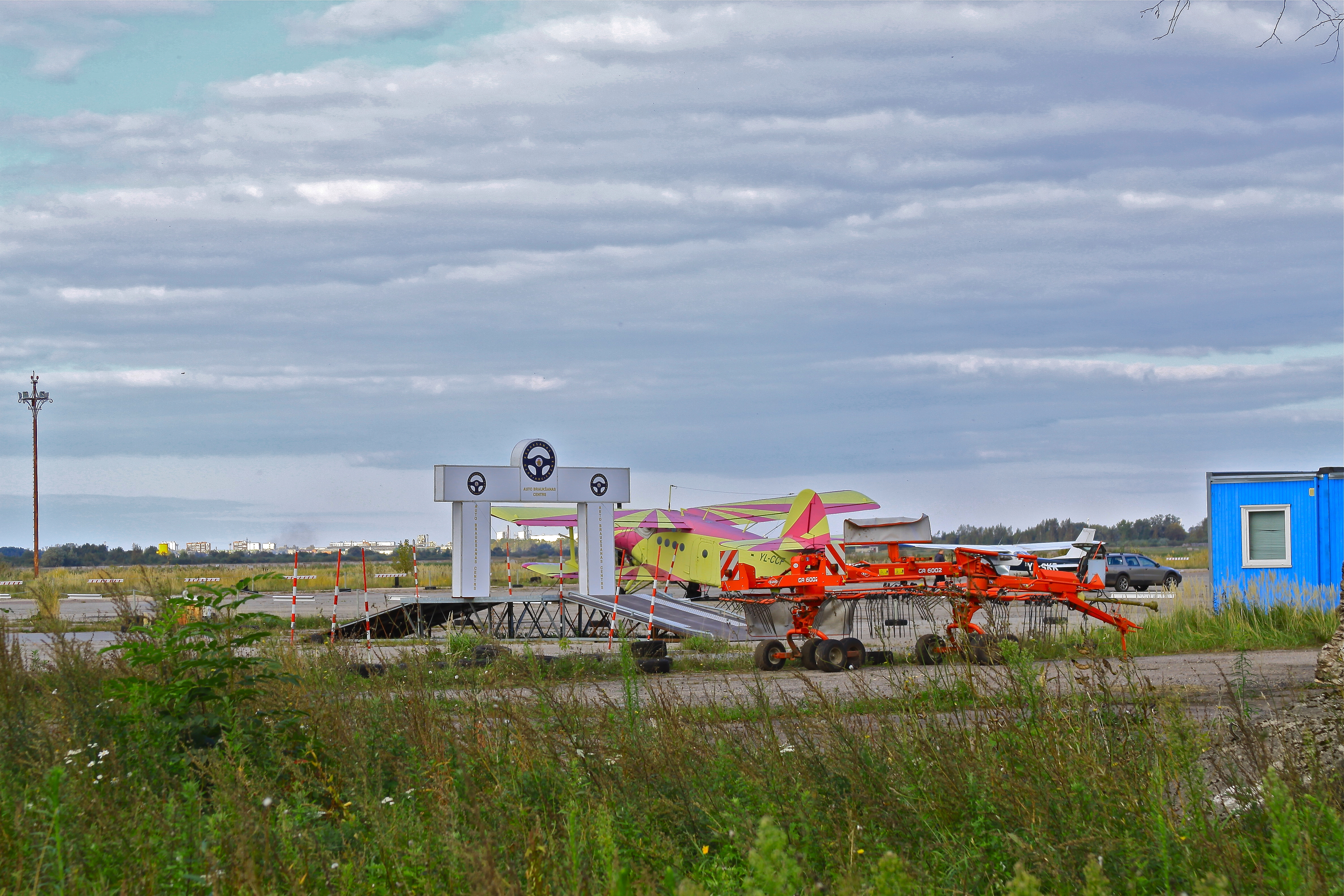
Лётное поле (в настоящее время — автодром)

В 1954 году Рижским горисполкомом было принято решение о строительстве нового здания аэропорта, которое должно было отвечать всем требованиям безопасности. Архитектором был назначен московский градостроительный мастер Сергей Воробьёв, который известен ещё одной работой в Риге — речным вокзалом на территории Кипсалы, на дамбе Балласта (снесён в начале XXI века). Новое здание аэропорта строилось в монументальных и величественных формах сталинского барокко, в интерьере также присутствовали концептуально значимые элементы: роскошные тяжеловесные люстры, мраморная облицовка, ковры. В зале ожидания для высокопоставленных лиц ковры были сотканы под заказ на территории Китая, а зал ожидания для рядовых пассажиров был устлан коврами, сотканными на Обуховском комбинате. Самолёты имели возможность подруливать ко входу в аэровокзал. Аэропорт Спилве славился и своим ресторанным комплексом. Сегодня здание аэровокзала пусто и заброшено, но всё ещё сохраняет интерьеры ушедшей эпохи.
Аэропорт носил название «Рига» до момента, когда был сдан в эксплуатацию новый крупный аэропорт с этим же названием (строился с 1965 по 1974 год; здание спроектировал архитектор Леонид Иванов по заданию московского института Аэрострой), функционирующий по сей день (современный международный аэропорт «Рига»).
С 1959 по 1961 год парк самолётов пополнился новыми самолётами, в частности Ан-2, Як-12, Ил-14.
До 1975 года аэропорт «Спилве» был одним из крупнейших аэропортов в западной части СССР, одновременно принимая более 50 самолетов.
С 1983 году в аэропорту разместилась база авиаотряда применения авиации в народном хозяйстве.
В период с 1985 года из аэропорта выполнялись по большей части коммерческие или санитарные рейсы, последние из которых были выполнены в 1991 году.
В 1989—1991 годах на перроне аэропорта находились воздушные суда Як-42 и Ил-76, выведенные из лётной эксплуатации, на которых проходили аэродромную практику студенты Рижского Краснознамённого института инженеров гражданской авиации.
После провозглашения независимости Латвии владельцем аэропорта является Рижская дума. В последние несколько лет частные компании начали здесь заниматься аэропортом. На данный момент в здании расположен Музей аэропорта «Спилве», а сама территория планируется к крупномасштабной застройке.

## Фильмография
- Здание аэропорта «Спилве» было использовано для съёмок железнодорожного вокзала в сериале «Неопалимая купина»[6].
- В киноленте «Государственный преступник» герои прилетают из Москвы именно в аэропорт «Спилве», на крыше которого еще присутствует вывеска «RĪGA».